# Centre de Registres Brønnøysund
El Centre de Registres Brønnøysund (en noruec bokmål: Brønnøysundregistrene, oficialment Registerenheten i Brønnøysund; en noruec nynorsk: Brønnøysundregistra) és una agència governamental noruega que s'encarrega de la gestió de nombrosos registres públics per a Noruega, i els sistemes governamentals d'intercanvi digital d'informació. L'agència es responsabilitza del desenvolupament i funcionament d'Altinn, un portal nacional per a la comunicació digital entre l'Estat, les empreses i la població. L'agència també manté el repositori noruec de metadades SERES i ELMER, un estàndard per al disseny de formularis web. El registre deu el seu nom a la ciutat de Brønnøysund, a Nordland, indret on està situat.
La majoria dels registres estan relacionats amb el comerç, tot i així també duu a terme un bon nombre de registres personals. El registre és part del Registre Europeu d'Empreses (EBR) i és dirigit per Erik Fossum. El registre és propietat del Ministeri de Comerç i Indústria de Noruega.

## Registres
- Registre d'entitats
- Registre d'empreses de negocis

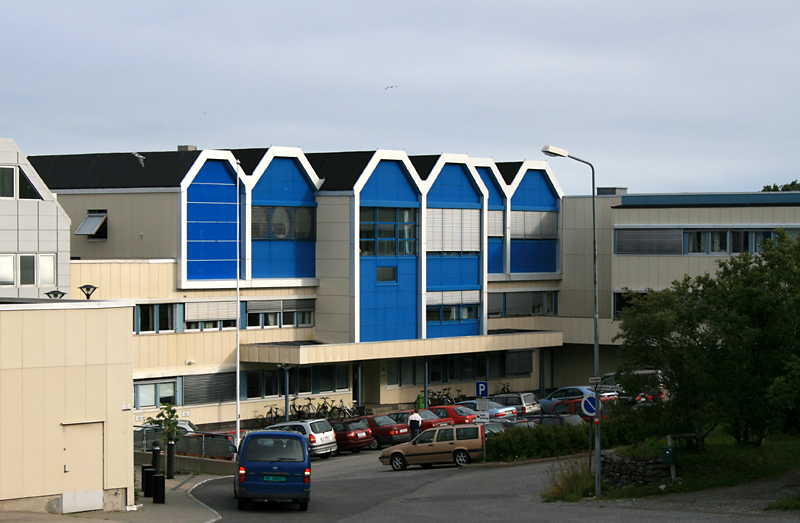
Centre de Registres Brønnøysund

- Registre de directors desqualificats
- Registre d'empreses europees
- Registre EMAS
- Registre de loteria
- Registre de comptes anuals
- Registre d'obligacions d'informació d'empreses
- Registre de béns mobles hipotecats
- Registre de fallides
- Registre de capítols matrimonials
- Registre d'amnistia de deute privat
- Registre de partits polítics
- Oficina nacional de recaptació
- Registre noruec de caçadors
- Registre d'exclusió de la comercialització central
- Registre voluntari de professionals complementaris